# سانجین
سانجین (انگلیسی: Sangean) شرکت الکترونیک تایوانی است، که در سال ۱۹۷۴ تأسیس شد.